# Kombinat Getriebe und Kupplungen
Das Kombinat Getriebe und Kupplungen  in Magdeburg war eine bedeutende Gruppe Volkseigener Betriebe der DDR. Es war aus der VVB Getriebe und Kupplungen hervorgegangen und hat von 1963 bis 1990 existiert.
Zum Warensortiment der Kombinatsbetriebe gehörten beispielsweise Getriebe für den Schiffsbau, Eisenbahn und Kranbau. Als Warenzeichen für die Produkte des Kombinats war die Marke ASUG (Anlagen für Schwermaschinen und Getriebebau) eingetragen.
Das Kombinat unterstand dem Ministerium für Schwermaschinen- und Anlagenbau. Weitere zentralgeleitete Kombinate des Maschinenbaus können in der Liste von Kombinaten der DDR eingesehen werden.

## Zugehörige Betriebe
Zum Kombinat gehörten zuletzt die folgenden Betriebe:
- VEB Kombinat Getriebe und Kupplungen - Stammbetrieb
- VEB Getriebe Ohorn (heute C. H. Schäfer Getriebe GmbH)
- VEB Getriebefabrik Coswig (heute AUMA Drives GmbH)
- VEB Getriebewerk Gotha (heute ZF Friedrichshafen Betriebsstätte Gotha)
- VEB Getriebewerk Penig, Hauptwerk (heute Flender Industriegetriebe GmbH)
- VEB Getriebewerk Penig, Betriebsteil Nossen (heute Getriebebau Nossen GmbH & Co. KG)
- VEB Getriebewerk Wernigerode (heute Getriebe- und Antriebstechnik Wernigerode GmbH)
- VEB Getriebewerke Leipzig in Böhlitz-Ehrenberg (heute ASUG Getriebe und Zahnradfabrik GmbH in Leipzig)
- VEB Kupplungswerk Dresden (heute KWD Kupplungswerk Dresden GmbH)[2]
- VEB Maschinenfabrik und Eisengießerei Dessau (heute GTD Getriebetechnik Dessau GmbH)[3]
- VEB Preß- und Schmiedewerk „Einheit“ Brand-Erbisdorf
- VEB Zahnradwerk Pritzwalk (heute Zahnradwerk Pritzwalk GmbH)[4]